# Nymphites priscus
Nymphites priscus là một loài côn trùng trong họ Nymphitidae thuộc bộ Neuroptera. Loài này được Weyenbergh miêu tả năm 1869.